# Grand Prix Formule 1 van Canada 1993
De Grand Prix Formule 1 van Canada 1993 werd gehouden op 13 juni 1993 in Montreal.

## Uitslag
| Positie | Nummer | Rijder               | Team                  | Ronden | Tijd/Opgave         | Startplaats | Punten |
| ------- | ------ | -------------------- | --------------------- | ------ | ------------------- | ----------- | ------ |
| 1       | 2      | Alain Prost          | Williams-Renault      | 69     | 1:36:41.822         | 1           | 10     |
| 2       | 5      | Michael Schumacher   | Benetton-Ford         | 69     | +14.527             | 3           | 6      |
| 3       | 0      | Damon Hill           | Williams-Renault      | 69     | +52.685             | 2           | 4      |
| 4       | 28     | Gerhard Berger       | Ferrari               | 68     | +1 Ronde            | 5           | 3      |
| 5       | 25     | Martin Brundle       | Ligier-Renault        | 68     | +1 Ronde            | 7           | 2      |
| 6       | 29     | Karl Wendlinger      | Sauber                | 68     | +1 Ronde            | 9           | 1      |
| 7       | 30     | Jyrki Järvilehto     | Sauber                | 68     | +1 Ronde            | 11          |        |
| 8       | 20     | Érik Comas           | Larrousse-Lamborghini | 68     | +1 Ronde            | 13          |        |
| 9       | 23     | Christian Fittipaldi | Minardi-Ford          | 67     | +2 Rondes           | 17          |        |
| 10      | 12     | Johnny Herbert       | Lotus-Ford            | 67     | +2 Rondes           | 20          |        |
| 11      | 11     | Alessandro Zanardi   | Lotus-Ford            | 67     | +2 Rondes           | 21          |        |
| 12      | 15     | Thierry Boutsen      | Jordan-Hart           | 67     | +2 Rondes           | 24          |        |
| 13      | 10     | Aguri Suzuki         | Arrows-Mugen-Honda    | 66     | +3 Rondes           | 16          |        |
| 14      | 7      | Michael Andretti     | McLaren-Ford          | 66     | +3 Rondes           | 12          |        |
| 15      | 22     | Luca Badoer          | Lola-Ferrari          | 65     | +4 Rondes           | 25          |        |
| 16      | 9      | Derek Warwick        | Arrows-Mugen-Honda    | 65     | +4 Rondes           | 18          |        |
| 17      | 3      | Ukyo Katayama        | Tyrrell-Yamaha        | 64     | +5 Rondes           | 22          |        |
| 18      | 8      | Ayrton Senna         | McLaren-Ford          | 62     | Elektrisch probleem | 8           |        |
| NF      | 6      | Riccardo Patrese     | Benetton-Ford         | 52     | Fysiek              | 4           |        |
| NF      | 4      | Andrea de Cesaris    | Tyrrell-Yamaha        | 45     | Spin                | 19          |        |
| NF      | 24     | Fabrizio Barbazza    | Minardi-Ford          | 33     | Versnellingsbak     | 23          |        |
| NF      | 27     | Jean Alesi           | Ferrari               | 33     | Motor               | 6           |        |
| NF      | 26     | Mark Blundell        | Ligier-Renault        | 13     | Spin                | 10          |        |
| NF      | 14     | Rubens Barrichello   | Jordan-Hart           | 10     | Elektrisch probleem | 14          |        |
| NF      | 19     | Philippe Alliot      | Larrousse-Lamborghini | 8      | Motor               | 15          |        |
| NQ      | 21     | Michele Alboreto     | Lola-Ferrari          |        |                     |             |        |

## Statistieken
| Pole-position | Alain Prost        | Williams-Renault | 1:18.987 |
| Snelste ronde | Michael Schumacher | Benetton-Ford    | 1:21.500 |

## Noot
- Dit was de honderdste Grand Prix-start voor Philippe Alliot. Hiermee was Alliot de 36ste coureur die minstens 100 Grands Prix had gereden.
- Honderdste Grand Prix-start voor een Japanse coureur.
- Vijfde snelste ronde voor Michael Schumacher.

1967 · 1968 · 1969 · 1970 · 1971 · 1972 · 1973 · 1974 · 1976 · 1977 · 1978 · 1979 · 1980 · 1981 · 1982 · 1983 · 1984 · 1985 · 1986 · 1988 · 1989 · 1990 · 1991 · 1992 · 1993 · 1994 · 1995 · 1996 · 1997 · 1998 · 1999 · 2000 · 2001 · 2002 · 2003 · 2004 · 2005 · 2006 · 2007 · 2008 · 2010 · 2011 · 2012 · 2013 · 2014 · 2015 · 2016 · 2017 · 2018 · 2019 · 2022 · 2023 · 2024 · 2025 · 2026 · 2027 · 2028 · 2029